# Mohamed Farhane
Mohamed Farhane (en arabe : محمد فرحان), né le 5 mai 1996 à Oujda (Maroc) est un footballeur marocain évoluant dans le club de la RS Berkane. Il joue au poste de milieu de terrain.

## Biographie
Natif de Oujda, Mohamed Farhane est formé dans le club voisin, la RS Berkane. Disposant de peu de temps de jeu sous les ordres de l'entraîneur Tarik Sektioui lors de sa première saison, il est prêté pendant une saison au Mouloudia d'Oujda, club de sa ville natale, et club avec lequel il est promu en première division marocaine. 
Il retourne en 2018 à la RS Berkane. En 2019, il atteint avec cette équipe la finale de la Coupe de la confédération. Berkane s'incline face au club égyptien de Zamalek. L'année suivante, Berkane remporte le tournoi, en battant l'équipe égyptienne du Pyramids FC en finale. Toutefois, Farhane doit se contenter du banc des remplaçants lors de la finale.
En 2018, il remporte avec Berkane la Coupe du Maroc face au Wydad de Fès. Il se met en évidence lors de la finale, en inscrivant un but.
Le 21 septembre 2019, il reçoit sa première sélection avec l'équipe du Maroc A' face à l'Algérie A', sous les ordres de l'entraîneur Houcine Ammouta. 

## Palmarès

### En club
| Mouloudia d'Oujda - Championnat du Maroc D2 (1) : - Champion : 2017-18. |  | RS Berkane - Coupe du Maroc (1) : - Vainqueur : 2018. - Coupe de la confédération (1) : - Finaliste : 2018-19 - Vainqueur : 2021-22 |